# Giovanni Martinelli (pittore)

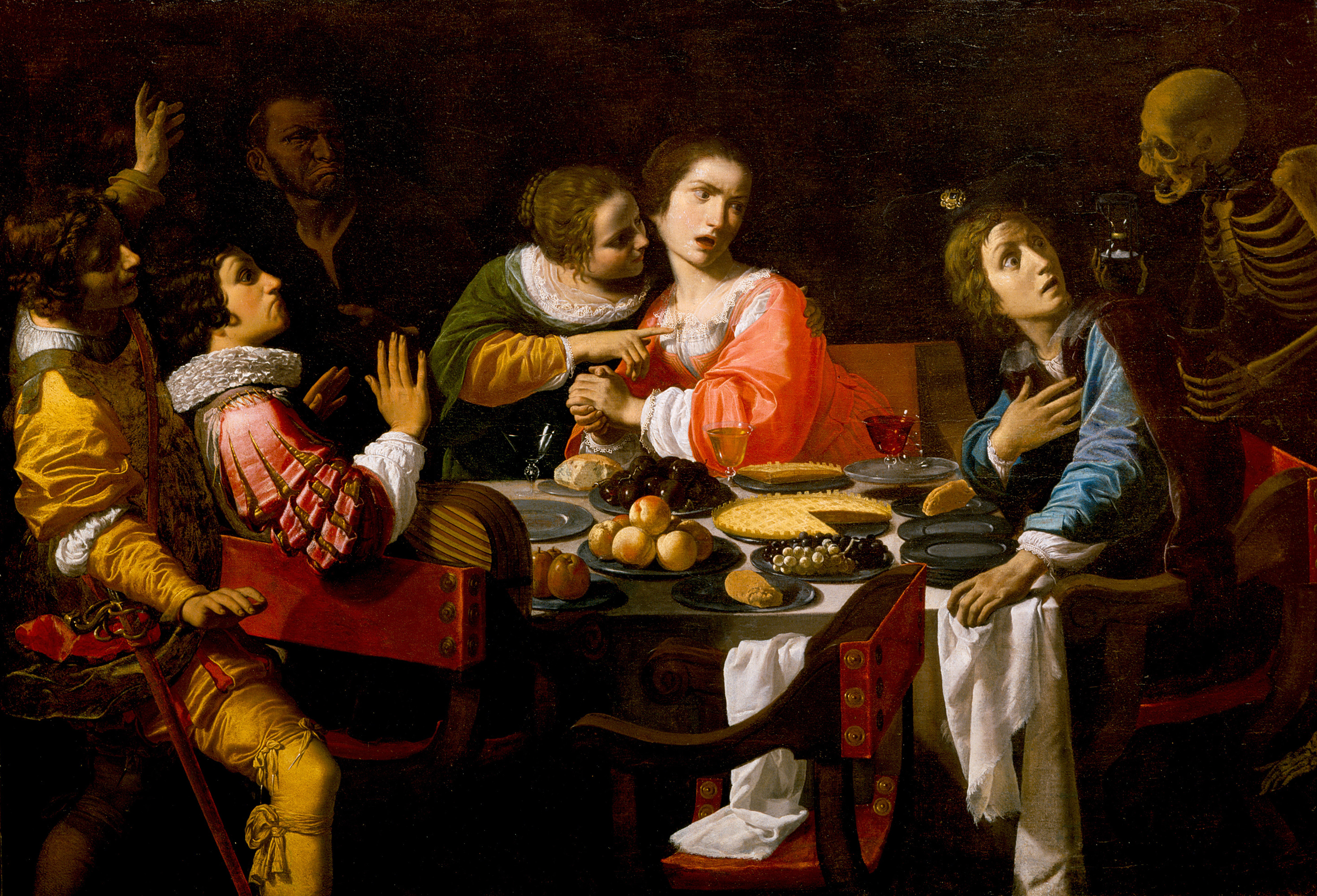
La morte appare ai convitati, 1635 circa, New Orleans Museum of Art

Giovanni Martinelli (Montevarchi, novembre 1600 – Firenze, 1659) è stato un pittore italiano.

## Biografia
Nel Libro di battezzati e battezzate dal 1550 al 1606, estratto dai libri della Prioria di Montevarchi e della Propositura di Sant'Andrea a Cennano, 477, nell'anno 1600 è riportato che «Giov. di Lor.zo di Giov. da Montevarchi nacque di leg.mo matrimonio, si battezzò il dì 10 di novembre 1600, compare Giulio di Gregorio Sileni prete aretino». Nello stesso libro, all'anno 1604 figura la notizia del battesimo di un altro Giovanni da Montevarchi, avvenuto l'11 aprile.
Poiché da altra fonte sappiamo che il Nostro era effettivamente nato a Montevarchi, si è dedotto che quel Giovanni di Lorenzo da Montevarchi sia il pittore che firmò le sue tele con il nome di Giovanni Martinelli: altre considerazioni inducono a ritenere suo anno di nascita il 1600, piuttosto che il 1604.
Non si sa in che anno giunse da Montevarchi a Firenze per studiare disegno e pittura nella bottega di Jacopo Ligozzi. Qui, già nel 1622, il commendatore dell'Ordine di Malta fra' Francesco dell'Antella, già committente del Caravaggio, gli commissionò un affresco per la facciata della chiesa di San Lorenzo, a Grosseto, che si è perduto. Lasciò il Ligozzi nel 1625, forse a seguito di una vertenza giudiziaria presso il Tribunale dell'Accademia del Disegno di Firenze risalente al 1621: nel corso del dibattimento, infatti, Ligozzi lo chiamò a deporre in qualità di testimone, rendendolo antipatico sia agli occhi dei committenti, le ricche famiglie fiorentine che naturalmente non tolleravano atti di insubordinazione sociale da parte degli artisti, sia agli altri pittori che, dipendendo dalle committenze di queste famiglie, ne temevano possibili ritorsioni. È allora possibile che egli, pur pittore di talento, sia stato costretto per mancanza di amici e clienti a lasciare l'ambiente artistico fiorentino e ad accettare lavori in provincia.

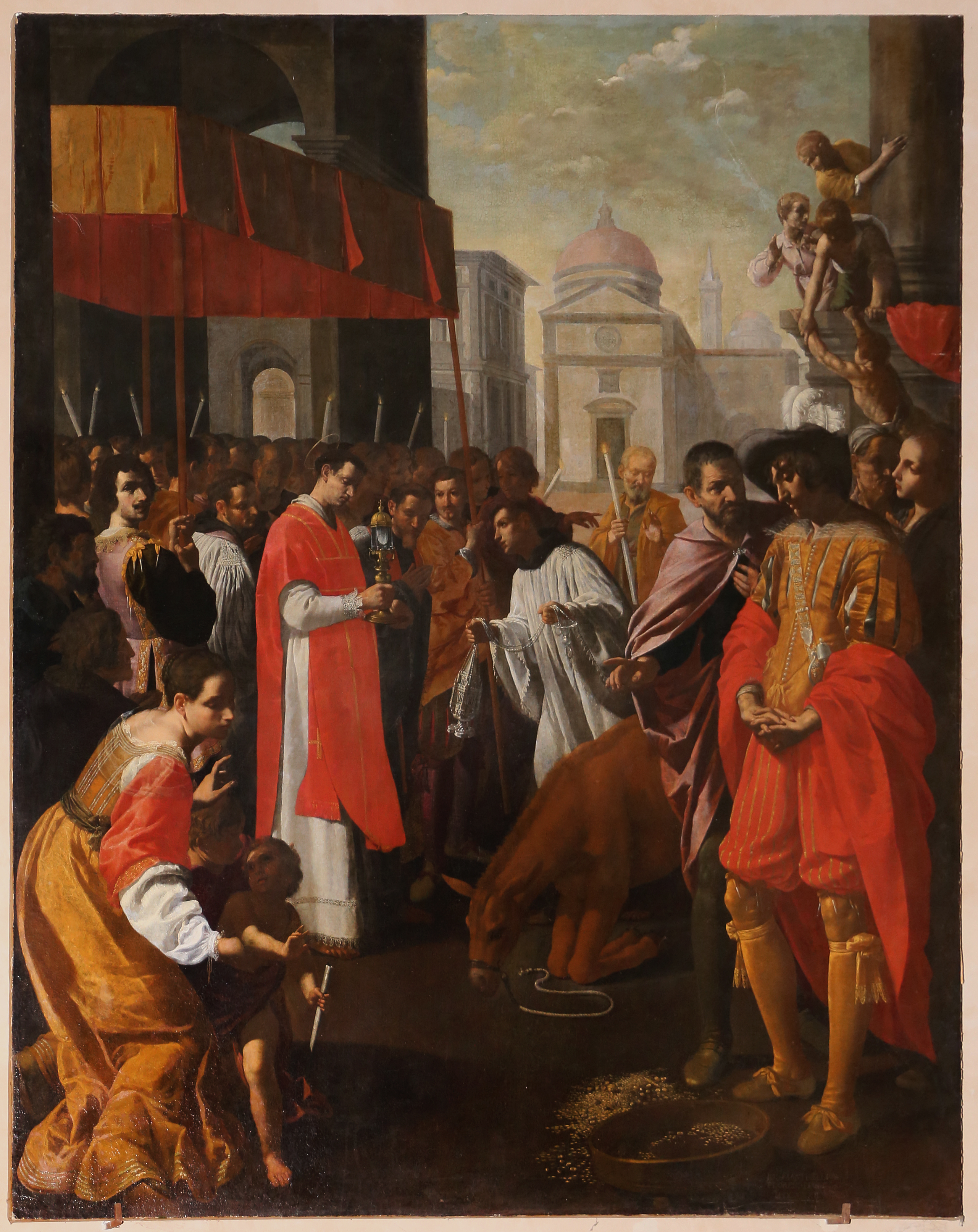
Giovanni Martinelli, Miracolo della Mula, 1632

Da quel 1625 si perdono per alcuni anni le sue tracce: si è pensato che si fosse trasferito a Roma, ipotesi non basata su dati di fatto ma su alcune suggestioni caravaggesche derivate dalla meditazione opere romane di Orazio Gentileschi, dei fiorentini Filippo Tarchiani ed Anastagio Fontebuoni, ma anche su quelle di Simon Vouet, che si segnalano in un paio di opere realizzate nel Valdarno superiore tra Terranuova e Montevarchi. Prima del Miracolo della mula oggi a Pescia, firmato e datato 1632, si possono forse collocare, tra terzo e quarto decennio del Seicento, la pala con il Cristo e la Samaritana al pozzo della chiesa di Santa Maria Bambina (purtroppo non più presente in chiesa e da alcuni datato una decina di anni più tardi) e la poco nota Annunciazione della cappella della Compagnia dell'Annunziata presso la chiesa dei Santi Fabiano e Sebastiano a Traiana, che mostra infatti una soluzione luministica ancora di ricordo romano caravaggesco, ma di grande originalità, con il luminoso angelo di eleganza vouettiana al cospetto di una Vergine intimidita, sorpresa nella penombra.
Il Miracolo della mula, firmata «IO.es MARTINELLIIUS FLOREN. FECIT MDCXXXII», prima opera datata del pittore, eseguita  originariamente per i francescani della chiesa di Sant'Andrea a Cennano in San Lodovico a Montevarchi ed oggi nella chiesa di San Francesco a Pescia, presenta una composizione derivante dall'omonima tela del Cigoli nella chiesa cortonese di San Francesco, mentre le soluzioni luministiche appaiono tratte dai fiorentini Tarchiani e Fontebuoni, pittori ben noti a Martinelli e probabilmente meditati a Roma dove avevano soggiornato decenni prima, rimanendo sensibili soprattutto alla mediazione classicista del Caravaggio operata da Orazio Gentileschi.
Alla metà degli anni trenta dovrebbero ascriversi una serie di dipinti che hanno per soggetto La morte appare ai convitati, un tema di carattere didascalico morale sulla vanità dei beni terreni utilizzato spesso dal Martinelli, oltre al Giudizio di Salomone in collezione privata americana.
Pur non essendo solito firmare i suoi dipinti rendendone spesso difficile l'attribuzione, sono note alcune sue opere maggiori come San Gregorio Magno che fa l'elemosina ai poveri del 1653 e il Convito di Baldassarre, sempre del 1653, che è conservato agli Uffizi.

## Opere
- Il miracolo della mula, o/tl, 250 x 200 cm, chiesa di San Francesco, Pescia, 1632
- L'Annunciazione, o/tl, 178 x 160 cm, cappella della Compagnia della Santissima Annunziata, Traiana, 1625-32 circa o 1633
- Allegoria della Pittura, o/tl, 59 x 70 cm, Uffizi, Firenze, ca 1635
- Suonatore di violino, o/t, 66 x 53 cm, The High Museum of Art, Atlanta, ca 1635
- Suonatrice di spinetta, o/tl, 64 x 51 cm, Musée d'Art, Clermont Ferrand, ca 1635
- La Vanità dei beni terreni, o/tl, 74 x 59 cm, collezione privata, Roma, ca 1635
- La Morte appare ai convitati, o/tl, 76 x 99 cm, collezione privata, Firenze, ca 1635
- La Morte appare ai convitati, o/tl, 194 x 141 cm, New Orleans Museum of Art, New Orleans, ca 1635
- Cristo e la Samaritana al pozzo, o/tl, arcipretura di Santa Maria, Terranuova Bracciolini, 1625-32 circa o 1638 circa
- Allegorie (l'Orazione, la Meditazione, la Contemplazione, l'Unione in Dio) e i due Angeli, affreschi, Certosa di Firenze, cappella di San Bruno, Firenze, ca 1638
- Storie del beato Ippolito Galantini, affreschi, Oratorio dei Vanchetoni, Firenze, ca 1639-1640
- Gloria di San Niccolò, o/tl, Castello di Poppiano, Montespertoli, ca 1640
- Natura morta, o/tl, 59 x 70 cm, Galleria Palatina, Firenze, ca 1647
- Vergine con Bambino e i Santi Domenico, Francesco, Caterina d'Alessandria, Lucia e Giuseppe, o/tl, 198 x 146 cm, Castello dei Conti Guidi, Poppi, ca 1647
- Pala del Rosario, o/tl, Chiesa dei Santi Stefano e Caterina, Pozzolatico (Impruneta), ca 1647-1648
- Maddalena, o/tl, 145 x 116 cm, Cassa di Risparmio, Prato, ca 1650
- Assunzione della Vergine, o/tl, Chiesa dei Santi Filippo e Giacomo a Ferruccia, Quarrata, ca 1650
- Madonna col Bambino e san Giovannino, o/tl, 70 x 60 cm, collezione privata, Firenze, ca 1650
- Convito di Baldassarre, o/tl, 228 x 341 cm, Uffizi, Firenze, ca 1653
- San Gregorio Magno che fa l'elemosina ai poveri, o/tl, collezione privata, 1653
- Storie dei Serviti e incoronazione della Vergine, affreschi, Santissima Annunziata, chiostro, Pistoia, ca 1654
- Bambin Gesù con San Giovannino, la Madonna, San Giuseppe e Santa Elisabetta, o/tl, Milano, collezione Koelliker, 1655
- Miracolo di San Zanobi, o/tl, Basilica della Madonna dell'Umiltà, Pistoia, ca 1655
- Carità e Giustizia, o/tl, Museo del Bigallo, Firenze, ca 1655
- Storie della Maddalena, affreschi, Chiesa e convento di San Domenico, portico della Maddalena, Pistoia, ca 1655